# In pectore
In pectore (del latín «en el pecho») es la expresión utilizada por la Iglesia católica para referirse a los nombramientos del Colegio Cardenalicio por el papa, cuando el nombre del nuevo cardenal no se revela públicamente (el papa lo guarda «en su pecho»). Este derecho del papa rara vez se ejerce. Por lo general sucede en circunstancias en las que el papa desea dejar registro del honor del clérigo para los historiadores, pero no quiere poner en peligro al mismo clérigo en circunstancias de persecución.
El primer cardenal in pectore fue Girolamo Aleandro (1480-1542), creado cardenal por Paulo III el  22 de diciembre de 1536.
Por extensión, esta locución también se emplea en otros ámbitos para referirse a la persona que ya ha sido designada para un cargo, pero cuyo nombramiento no se ha hecho público todavía.